# Cantón de Ligueil
El cantón de Ligueil era una división administrativa francesa, que estaba situada en el departamento de Indre y Loira y la región de Centro-Valle de Loira.

## Composición
El cantón estaba formado por trece comunas:
- Bossée
- Bournan
- Ciran
- Esves-le-Moutier
- La Chapelle-Blanche-Saint-Martin
- Le Louroux
- Ligueil
- Louans
- Manthelan
- Mouzay
- Saint-Senoch
- Varennes
- Vou

## Supresión del cantón de Ligueil
En aplicación del Decreto nº 2014-179 de 18 de febrero de 2014, el cantón de Ligueil fue suprimido el 22 de marzo de 2015 y sus 13 comunas pasaron a formar parte; doce del nuevo cantón de Descartes y una el nuevo cantón de Loches.